# Lemmon (Dakota do Sul)
Lemmon é uma cidade localizada no estado norte-americano de Dakota do Sul, no Condado de Perkins.

## Demografia
Segundo o censo norte-americano de 2000, a sua população era de 1398 habitantes.
Em 2006, foi estimada uma população de 1227, um decréscimo de 171 (-12.2%).

## Geografia
De acordo com o United States Census Bureau tem uma área de
2,6 km², dos quais 2,6 km² cobertos por terra e 0,0 km² cobertos por água. Lemmon localiza-se a aproximadamente 783 m acima do nível do mar.

## Localidades na vizinhança
O diagrama seguinte representa as localidades num raio de 52 km ao redor de Lemmon.